# ジオメトリア (小惑星)
ジオメトリア (376 Geometria) は小惑星帯の標準的な小惑星。S型小惑星で、バティスティーナ族またはフローラ族に分類される。
フランスの天文学者、オーギュスト・シャルロワによってニースで発見され、ラテン語で「幾何学」を意味する言葉から名づけられた。